# The Bangladesh Today
The Bangladesh Today est un quotidien national du Bangladesh, publié en anglais à partir de Dacca. Il a débuté le 26 janvier 2002. Le tirage actuel est de 22 500 exemplaires,